# Lenexa
La ville de Lenexa (en anglais [lɨˈnɛksə]) est située dans le comté de Johnson, dans l’État du Kansas, aux États-Unis. Sa population s’élevait à 48 190 habitants lors du recensement de 2010, estimée à 52 903 habitants en 2016.

## Religion
L'Église du Nazaréen y a établi son siège en 2008.

## Source
- (en) Cet article est partiellement ou en totalité issu de l’article de Wikipédia en anglais intitulé « Lenexa, Kansas » (voir la liste des auteurs).